# Tintura-mãe
Uma tintura-mãe ou TM, é uma preparação hidroalcoólica ou hidroglicerinada, resultante da extração por contato de longo período, de vegetais ou animais secos, dessecados, ou naturais, pelos processos de maceração e percolação. É a forma farmacêutica básica, ponto de partida de formas homeopáticas derivadas.

## Processos de obtenção de tintura-mãe

### Maceração
Consiste em deixar o vegetal em contato com o veículo extrator, com agitação de tempos em tempos, por 20 dias. Neste processo, os principais fenômenos envolvidos são difusão e osmose.

### Percolação
Consiste em fazer passar o veículo extrator através da droga umedecida, onde o líquido extrator é continuamente deslocado. De cima para baixo, até que as substâncias solúveis sejam esgotadas. Neste processo temos a ação da pressão hidrostática (peso do solvente sobre o material) e a força de capilaridade.

### Expressão
Consiste em reduzir o vegetal fresco em pedaços bem pequenos, envolvê-lo em inho novo e prensá-lo para obter o suco. Este é misturado com álcool e conservado em frasco âmbar por alguns dias ao abrigo da luz e do calor, depois filtrado em papel.